# (1700) Zvezdara
(1700) Zvezdara est un astéroïde de la ceinture principale.

## Description
(1700) Zvezdara est un astéroïde de la ceinture principale. Il fut découvert le 26 août 1940 à Belgrade par Petar Đurković. Il présente une orbite caractérisée par un demi-grand axe de 2,36 UA, une excentricité de 0,23 et une inclinaison de 4,5° par rapport à l'écliptique.

## Nom
(1700) Zvezdara fut nommé d'après le quartier de la ville de Belgrade, situé sur une colline, sur laquelle fut construit l'observatoire de la ville. Cet observatoire fut appelé Zvezdara, ce qui signifie en serbe, la « maison des étoiles », il donna son nom à la colline et au quartier de la ville. De nos jours Zvezdara est l'une des municipalités de Serbie, constitutive de la ville de Belgrade. La citation de nommage référente, publiée le 1er août 1980, indique en effet :

« Le mot serbe pour observatoire, c'est le nom de la partie de la ville de Belgrade dans laquelle se trouve l'observatoire fondé en 1934. »

— Minor Planet Circular 5449,

## Compléments